# Joe Dawson (cestista)
Joseph Dawson, detto Joe (Tuscaloosa, 16 maggio 1960), è un ex cestista statunitense con cittadinanza israeliana, professionista in Europa e nella CBA.

## Biografia
È padre di Shawn Dawson, cestista professionista nel campionato israeliano e della nazionale israeliana (è infatti nato mentre Joe giocava in Israele).

## Carriera

### College
Dal 1978 al 1982 ha giocato a Southern Mississippi nella Division I della NCAA; con i suoi 1.695 punti segnati è il quarto miglior marcatore nella storia della squadra, ed è uno dei cinque giocatori della squadra ad aver catturato complessivamente più di 1.000 rimbalzi.

### Professionista
Dal 1982 al 1985 ha giocato nella CBA, prima con i Maine Lumberjacks nella stagione 1982-1983 e poi con i Bay State Bombardiers nei due campionati successivi. In tutte e tre le stagioni ha preso parte all'All-Star Game, e nella stagione 1983-1984 oltre ad essere inserito nel miglior quintetto della lega è anche arrivato al secondo posto dietro a Geoff Crompton nella classifica per il premio di MVP del torneo. Nel 1985 lascia la CBA per giocare Venezuela ai Cocodrilos de Caracas, dove vince anche un premio di MVP del campionato; successivamente prosegue la sua carriera in Europa: da quell'anno fino al 1991 ha giocato in varie squadre in Francia (dove nella stagione 1986-87 è stato capocannoniere del campionato con Mulhouse a 35,3 punti di media a partita), Italia e Grecia. Nel 1991 torna in patria e gioca per una stagione nella WBL, una lega minore statunitense. Dal 1991 in poi ha giocato in varie squadre del campionato israeliano (Maccabi Ashdod, Hapoel Gerusalemme, Hapoel Holon, Maccabi Rishon LeZion e, nella stagione 2004-05, l'ultima della sua carriera, Ironi Ramat Gan), con un totale di 5.765 punti e 2.539 rimbalzi in carriera in quel campionato.

## Palmarès

### Individuale
- 2 volte All-CBA First Team (1984, 1985)
- CBA All-Star (1983, 1984, 1985)
- All-USBL Second Team (1985)
- MVP del campionato venezuelano (1986)
- Capocannoniere del campionato francese (1987)
- All-WBL First Team (1991)
- Ligat ha'Al MVP: 1

Hapoel Eilat: 1991-1992